# Нагаон
Нагаон (ассам. নগাঁও, англ. Nagaon) — город в индийском штате Ассам. Административный центр округа Нагаон.

## География
Расположен в 123 км к востоку от Гувахати, на высоте 54 м над уровнем моря. Через город протекает река Колонг (приток Брахмапутры), разделяя его на две части — Нагаон и Хайбаргаон. В 25 км к северу от города находится заповедник Лаокхова.

## Население
Население по переписи 2011 года составляет 147 137 человек; население городской агломерации по данным на 2009 год достигает 563 200 человек. Уровень грамотности составляет 90,82 % (95,62 % мужчин и 85,85 % женщин). Доля детей в возрасте до 6 лет — 10,27 %.

## Транспорт
Через округ проходят национальные шоссе № 36 и № 37. В городе имеются 2 железнодорожные станции. Ближайший аэропорт находится в городе Тезпур, а ближайший международный аэропорт — в Гувахати.